# Charadra dispulsa
Charadra dispulsa är en fjärilsart som beskrevs av Morrison 1875. Charadra dispulsa ingår i släktet Charadra och familjen Pantheidae. Inga underarter finns listade i Catalogue of Life.

## Bildgalleri

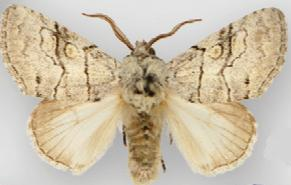